# Тинг

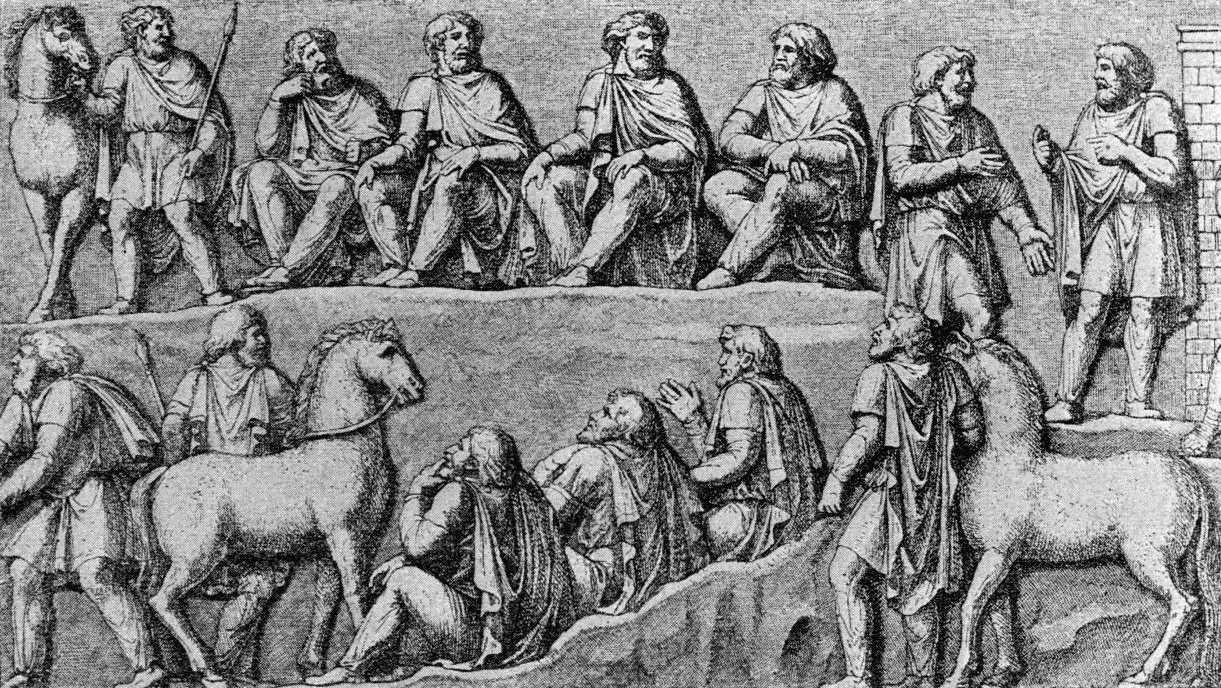
Германский совет (таг). Фрагмент с колонны Марка Аврелия в Риме.

Тинг (сканд. ting, исл. þing, нем. Tag — Таг) — древнескандинавское и германское народное собрание (съезд), состоящее из свободных мужчин страны или области.
Таги и Тинги, как правило, имели не только законодательные полномочия, но и право избирать вождей или королей. Под скандинавским влиянием тинги появились в северной Англии и на острове Мэн. В славянских государствах и странах аналогом тага и тинга являлось вече.

## Тацит о тинге

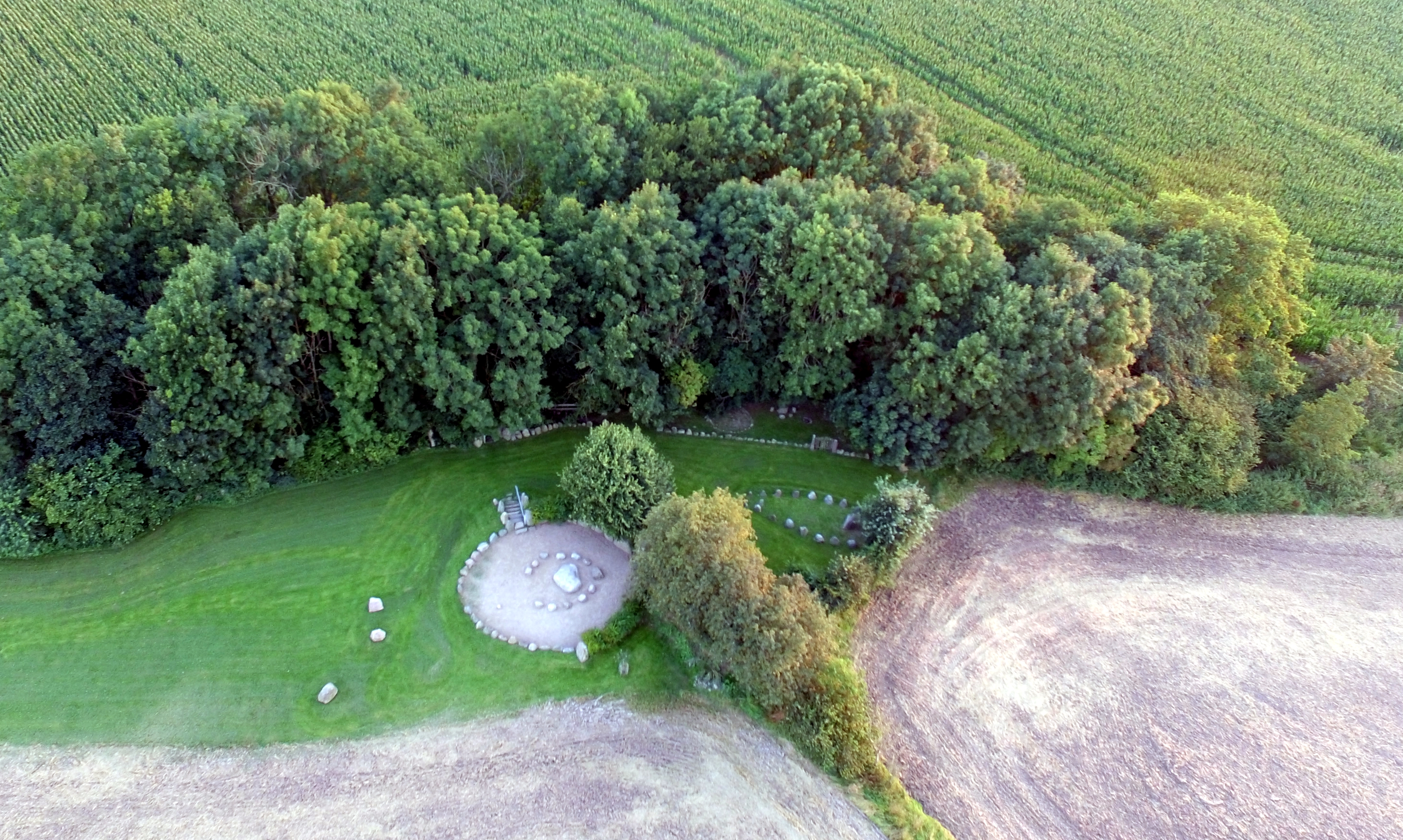
Реконструкция места сборов в Штольтебюлле, Германия

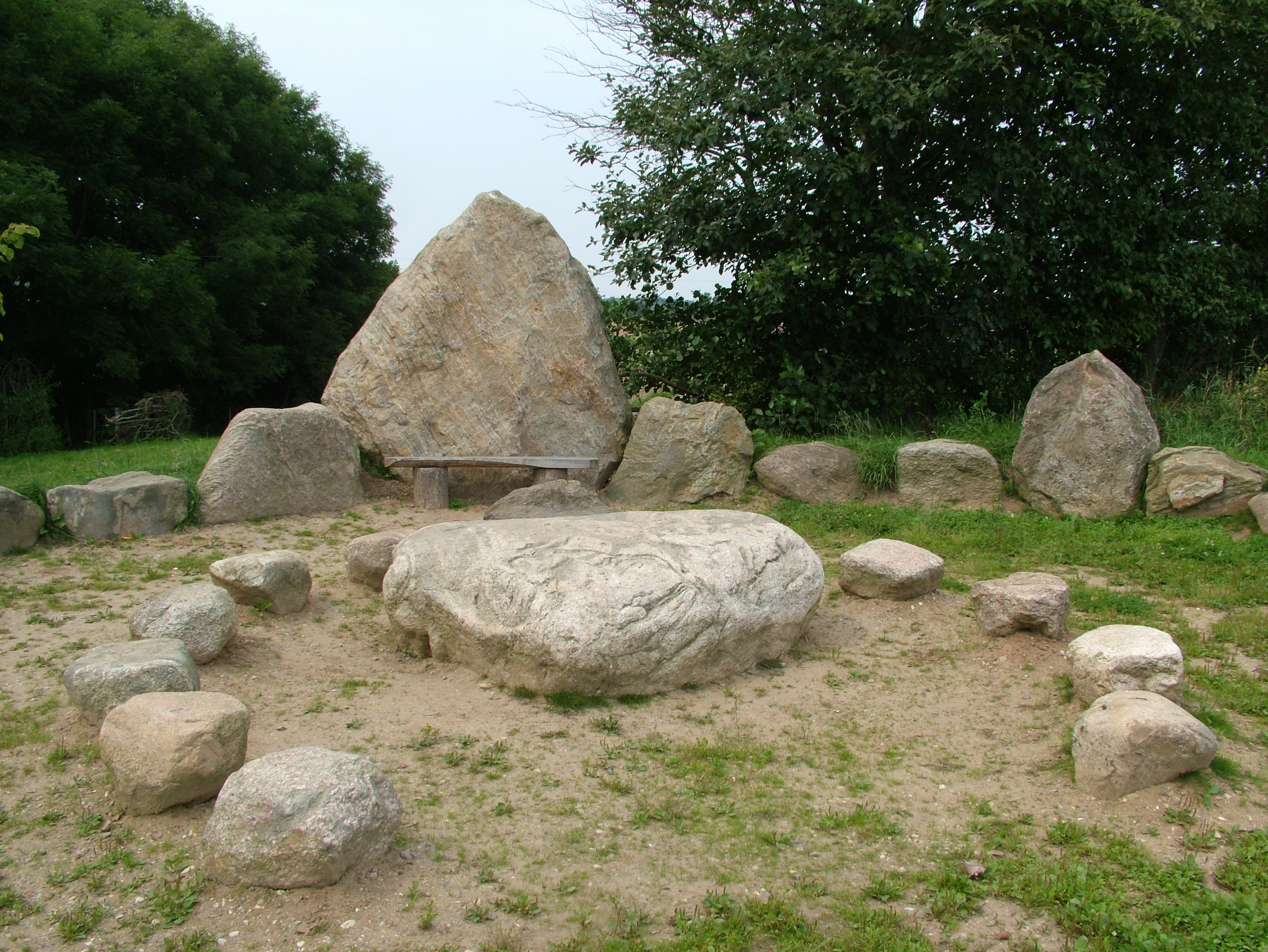
Реконструкция места сборов в Штольтебюлле, Германия

Таг (или тинг) описан в труде историка Тацита «О происхождении германцев и местоположении Германии».
Рассматривались важные вопросы, касавшиеся всех жителей общины или племени.

11. О делах, менее важных, совещаются их старейшины, о более значительных — все; впрочем, старейшины заранее обсуждают и такие дела, решение которых принадлежит только народу.
Собрание открывали жрецы.

Жрецы велят им соблюдать тишину, располагая при этом правом наказывать непокорных. Затем выслушиваются царь и старейшины в зависимости от их возраста, в зависимости от знатности, в зависимости от боевой славы, в зависимости от красноречия, больше воздействуя убеждением, чем располагая властью приказывать. Если их предложения не встречают сочувствия, участники собрания шумно их отвергают; если, напротив, нравятся, — раскачивают поднятые вверх фрамеи: ведь воздать похвалу оружием, на их взгляд, — самый почетный вид одобрения.
Таги, кроме законодательной функции, имели и судебную функцию.

12. На таком народном собрании можно также предъявить обвинение и потребовать осуждения на смертную казнь. Суровость наказания определяется тяжестью преступления: предателей и перебежчиков они вешают на деревьях, трусов и оплошавших в бою, а также обесчестивших своё тело — топят в грязи и болоте, забрасывая поверх валежником. Различие в способах умерщвления основывается на том, что злодеяния и кару за них должно, по их мнению, выставлять напоказ, а позорные поступки — скрывать. Но и при более легких проступках наказание соразмерно их важности: с изобличенных взыскивается определенное количество лошадей и овец. Часть наложенной на них пени передается царю или племени, часть — пострадавшему или его родичам. На тех же собраниях также избирают старейшин, отправляющих правосудие в округах и селениях; каждому из них дается охрана численностью в сто человек из простого народа — одновременно и состоящий при них совет, и сила, на которую они опираются.
На собрание являлись вооружёнными.

13. Любые дела — и частные, и общественные — они рассматривают не иначе как вооруженные.
Также на таге юношей посвящали в мужчины

Но никто не осмеливается, наперекор обычаю, носить оружие, пока не будет признан общиною созревшим для этого. Тогда тут же в народном собрании кто-нибудь из старейшин, или отец, или родичи вручают юноше щит и фрамею: это — их тога, это первая доступная юности почесть; до этого в них видят частицу семьи, после этого — племени.

## Преемственность традиций
Многие из парламентов и местных законодательных собраний скандинавских и германских государств и стран исторически и до сих пор включают в своё название корень «тинг» или «таг», как например датский Фолькетинг, норвежский Стортинг, фарерский Лёгтинг, германские Гофтаг, Рейхстаг (Reichstag), Бундестаг, а также Ландтаги (Landtag, региональные парламенты) Германии, Австрии, Лихтенштейна и преимущественно германоязычной провинции Больцано/Боцен — Южный Тироль в Италии. Исландский Альтинг считается старейшим в мире до сих пор активным парламентом.